# 武汉工程科技学院
武汉工程科技学院，前身中国地质大学江城学院，是位于武汉市江夏区的一所民办普通本科院校。目前下设有地质科学与工程学部、机械与电子信息学部、经济与管理学部、外国语学部、艺术与传媒学部、继续教育学院等6个二级学部(院)，36个本、专科专业。2014年5月经教育部批准独立，改为现名。

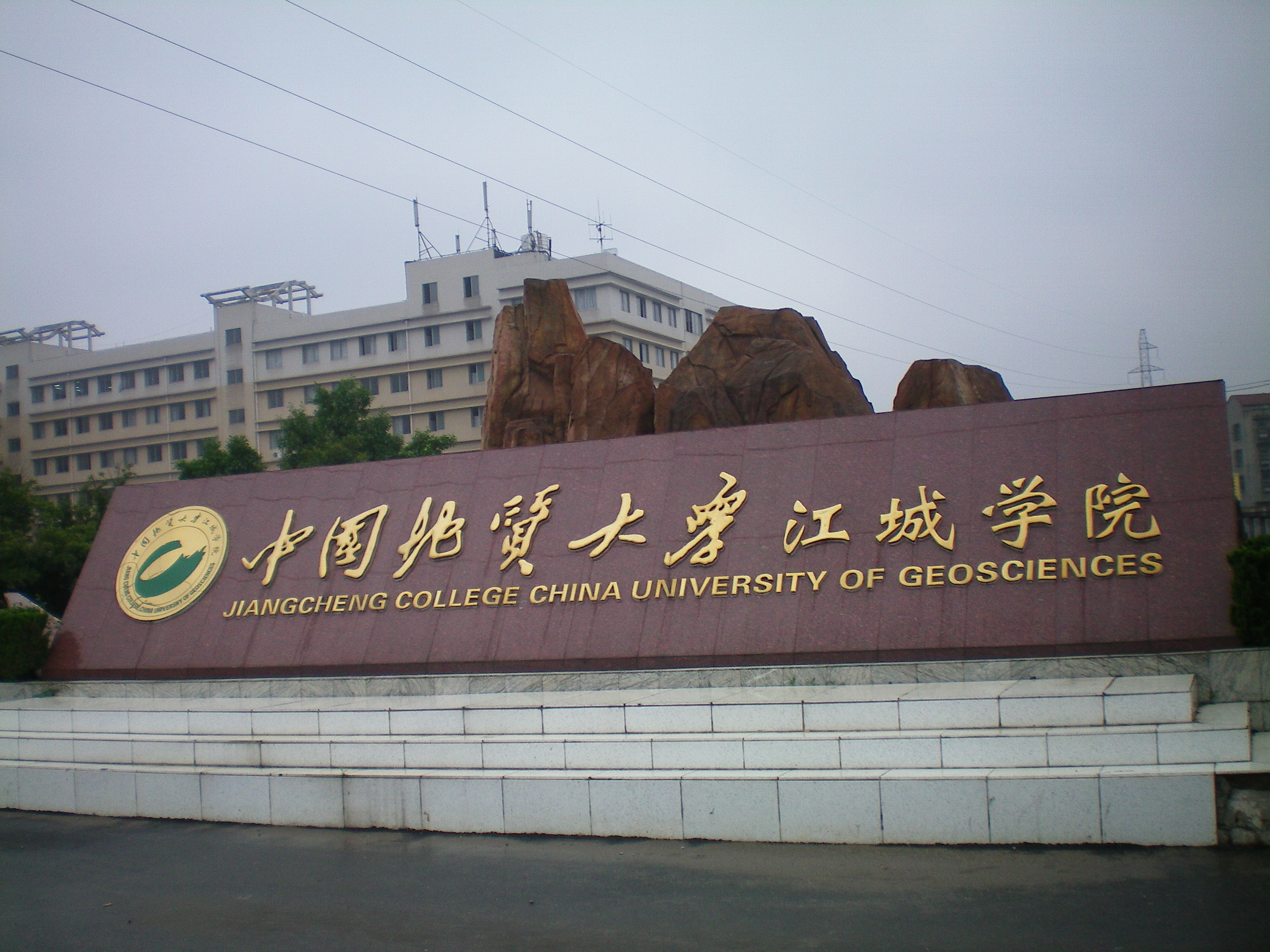
学校西门。